# Lycée technique national Omar-Bongo
Le lycée technique national Omar-Bongo est un établissement scolaire situé dans le quartier d'Owendo à Libreville au Gabon.

## Description
C'est l'une des plus grandes écoles secondaires du Gabon avec quelque 6 000 élèves. 
L'école technique porte le nom d'Omar Bongo, ancien président du Gabon.
L'école a été temporairement fermée en janvier 2004 en raison de l'anarchie régnante et de l'invasion par des élèves d'une autre école.
Une enquête ultérieure a révélé que la corruption et la prostitution étaient endémiques à l'école.
Les violences se reproduisent fréquemment au lycée,,.